# Чинкултик
Чинкултик (Chinkultic) са руини на древен град на маите в мексиканския щат Чиапас. Руините са открити в началото на XX век и оттогава са разкопани около 200 сгради и съоръжения предимно от класическия период (250–900 сл. Хр.).
Първите следи от човешко селище на мястото на Чинкултик са от края на предкласическия период (2500–200 пр.н.е.), някъде около I век пр.н.е. По времето на класическия период Чинкултик се превръща в регионална сила. Вероятно влиянието на града се е дължало на факта, че в него като заложници са били държани членове на богати фамилии на маите от други градове, за което свидетелстват изображения на затворници намерени при разкопките на руините.
Въпреки многобройните открити надписи от периода 591–897 г. историята на местната властваща династия все още е слабо разучена. Намерени керамични съдове показват, че въпреки упадъка си градът все още е бил населен и през посткласическия период (900–1697 г.).